# 南淀
南淀是一个位于中国天津市天津市的淡水湖，面积约为1.65平方千米，属于西北诸河区。它的一级流域为海河流域，二级流域为永定河水系。